# 朴允浩
朴允浩或譯朴閏浩（韓語：박윤호，2003年4月3日—），韓國男演員。

## 演出作品

### 電視劇
- 2023年：U+Mobiletv《天黑了》飾演 許律[2]
- 2024年：PLAYLIST《女老大去男校》飾演 姜始源[3]
- 2024年：tvN《愛在獨木橋》飾演 金東恩
- 2025年：TVING《流氓讀書會》飾演 李賢宇[4][5]
- 2025年：tvN《機智住院醫生生活》飾演 榮燦[6]
- 2025年：tvN《未知的首爾》飾演 李昊洙（少年時期）[7]
- 2025年：Netflix《槍口彼端》飾演 朴奎鎮[8]

## 外部連結
- 朴允浩的Instagram帳戶
- 朴允浩在NAVER上的资料
- 朴允浩在豆瓣上的资料（简体中文）